# Євдокія Баїна
Євдокія Баїна (*Ευδοκία Βαϊανή, д/н — 12 квітня 901) — візантійська імператриця, третя дружина імператора Лева VI Мудрого.

## Життєпис.
Походила з місцевої знаті феми Опсікіон. Про її батьків замало відомостей. Відзначалася надзвичайною вродою. У 900 році після смерті імператриці Зої імператор Лев VI одружився з Євдокією, яку було обрано на оглядинах наречених.
Оскільки цей шлюб був для імператора третім, то він вимушений був просити спеціального дозволу у константинопольського патріараха Антонія II, який його надав. Євдокія отримала титул Августи. Втім загалом церква не схвально поставилася до цього шлюбу.
На Великдень 12 квітня 901 року Євдокія народила сина, але померла під час пологів. Похована в соборі Дванадцяти Апостолів в Константинополі. Дитина прожила деякий час, тому-що була охрещена. Після цього імператор одружився вчетверте — з Зоєю Карбонопсиною.

## Родина
Чоловік — Лев VI, візантійський імператор
Діти:
- Василь (901)